# Siegfried I. (Spanheim)
Siegfried I. (* spätestens um 1010/15 auf der Burg Sponheim; † 7. Februar 1065 in Bulgarien) gilt als Ahnherr der kärntnerischen Spanheimer und all ihrer Seitenzweige, der Grafen von Lebenau und der Grafen von Ortenburg. Er selbst war Graf von Spanheim, Markgraf der Ungarnmark und Gaugraf im Pustertal und Lavanttal.

## Abstammung und Herkunft

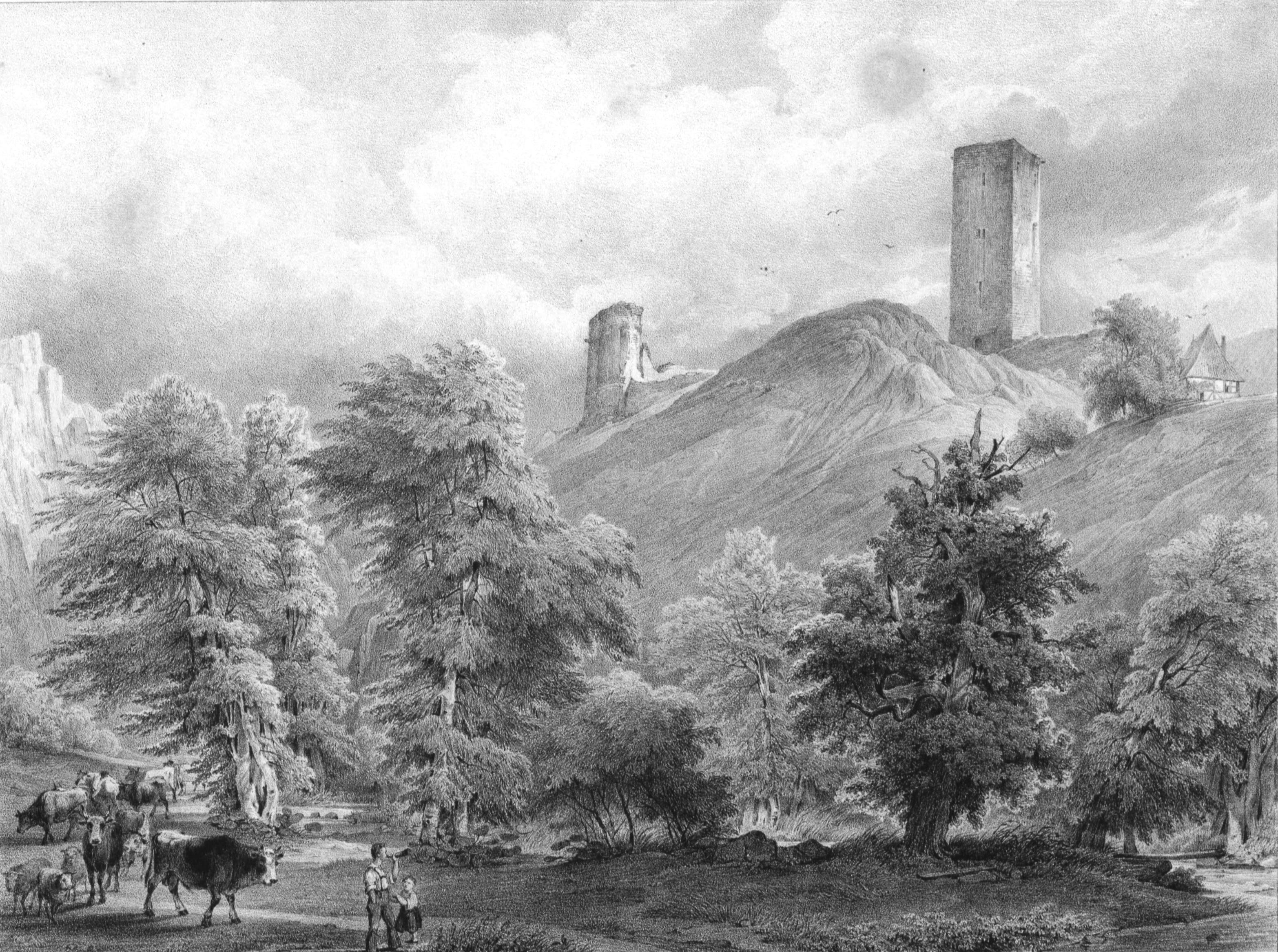
Ruine der Burg Sponheim 1834

Ursprünglich kam er aus Rheinfranken, wo er auf der Burg Sponheim geboren wurde. Seine direkten Vorfahren sind aus Mangel an Quellen nicht mehr feststellbar. Es lassen sich aber seine verwandtschaftlichen Beziehungen mit den Zeisolf-Wolframen, den Grafen im Königssondergau und dem verbleibenden Zweig der Spanheimer im Rheinland nachweisen. Siegfried hatte zudem ein Vettern-Verwandtschaftsverhältnis ungeklärten Grades mit dem Mitte des 11. Jahrhunderts nachweisbaren Grafen Stefan von Spanheim, welcher als Ahnherr der in der rheinischen Heimat gebliebenen Spanheimer gilt, welche in den späteren Fürsten von Sayn und Wittgenstein weiterleben.

## Leben und Wirken
Im Jahre 1035 zog Kaiser Konrad II. gegen Herzog Adalbero von Eppenstein nach Kärnten. In Konrads Gefolge war Siegfried I. als dessen Vertrauter. So gelangte er aus dem Rheinland in den Südosten des damaligen Reiches. Durch Heirat von Richgard/Richardis, der Erbtochter des Grafen Engelbert IV. im Pustertal aus dem Geschlecht der Sieghardinger und der Liutgard um 1035/1040, erlangte er große Besitzungen in Tirol und Kärnten.
Im Jahre 1044 trat er als regierender Graf zu Sponheim auf. 1045 wurde Siegfried von Kaiser Heinrich III. mit der Markgrafschaft Ungarnmark im östlichen Niederösterreich belehnt. Diese behielt und verwaltete er aber nur kurze Zeit. Danach fiel diese an die Babenberger. 1048 trat er als Gaugraf im Pustertal und Graf im Lavanttal auf, Siegfried musste also bereits zuvor seinem 1040 verstorbenen Schwiegervater Engelbert IV. als Erbe dieser Besitzungen gefolgt sein. Ebenso übernahm er die Besitzungen seines Schwiegervaters in Oberbayern. Des Weiteren wurde er bald Vogt der Hochstifte Brixen und Salzburg. Siegfried erwarb ebenso Besitzungen in Unterkärnten und im östlichen Oberbayern.
Ab November 1064 nahm Siegfried I. an der Pilgerfahrt des Erzbischofs Siegfried von Mainz nach Jerusalem teil. Auf der Rückreise, ein Jahr später, verstarb er in Bulgarien. Dort wurde er auch begraben, ehe seine Witwe Richgard den Leichnam auslöste und ihn in der von ihm geplanten und errichteten Kirche St. Paul im Lavanttal beerdigen ließ.
Im Jahr 1909 wurde in Wien-Floridsdorf (21. Bezirk) die Siegfriedgasse nach ihm benannt.

## Nachkommen
- Engelbert I. († 1096), Markgraf von Istrien, Graf zu Spanheim, Graf im Pustertal, ⚭ Hadwig
- Siegfried († 1070), ⚭ NN, allen Anscheins nicht ebenbürtig, da Nachkommen nicht in direktem Zusammenhang mit anderen Spanheimern.
- Hartwig († 1102), Erzbischof von Magdeburg
- Hermann († 1118), Burggraf zu Magdeburg